# Naissance en 1939
Naissance
- 1935
- 1936
- 1937
- 1938
- 1939
- 1940
- 1941
- 1942
- 1943

Cette page dresse une liste de personnalités nées au cours de l'année 1939 présentée dans l'ordre chronologique.
La liste des personnes référencées dans Wikipédia est disponible dans la page de la Catégorie: Naissance en 1939.

## Janvier
- 1er janvier : Ali Mahdi Mohamed, homme d'État somalien († 10 mars 2021).
- 2 janvier : Franz Hummel, compositeur et pianiste allemand († 20 août 2022).
- 3 janvier : Bobby Hull, joueur de hockey sur glace canadien († 30 janvier 2023).
- 4 janvier : Joseph Bonnel, joueur et entraîneur de football français († 13 février 2018).
- 5 janvier : Tayeb Saddiki, dramaturge, metteur en scène, comédien, écrivain et calligraphe marocain († 5 février 2016).
- 6 janvier : Claude Courtot, écrivain français († 5 août 2018).
- 7 janvier :
  - Tom Kiernan, joueur de rugby à XV irlandais († 3 février 2022).
  - Michel de Grèce,	Prince de Grèce et de Danemark († 28 juillet 2024).
  - Rosina Wachtmeister, peintre autrichienne.
- 8 janvier :
  - John LaMotta, acteur américain († 29 janvier 2014).
  - Bob Talamini, joueur américain de football américain († 30 mai 2022).
- 9 janvier : Tony Dreyfus, avocat et homme politique français († 26 avril 2023).
- 10 janvier : Davie Wilson, footballeur international écossais († 14 juin 2022).
- 11 janvier :
  - Anne Heggtveit, skieuse alpine canadienne.
  - Claude Mesplède, éditeur et critique littéraire français († 27 décembre 2018).
- 12 janvier : Héctor Ortega, acteur, réalisateur et scénariste méxicain († 3 juin 2020).
- 13 janvier : Edgardo Cozarinsky, écrivain, scénariste et réalisateur argentin († 2 juin 2024).
- 14 janvier : Joachim Yhombi-Opango, militaire et homme politique congolais († 30 mars 2020).
- 15 janvier :
  - Per Ahlmark, écrivain et homme politique suédois († 8 juin 2018).
  - Tony Bullimore,  navigateur britannique († 30 juillet 2018).
  - Gilbert Naccache, écrivain et militant de gauche tunisien († 26 décembre 2020).
- 16 janvier :
  - Alain Bouthier, universitaire, agrégé en biologie et docteur ès sciences et chercheur français († 10 mars 2020).
  - Jean Van Hamme, scénariste de bande dessinée belge.
- 17 janvier :
  - Niels Helveg Petersen, homme politique danois († 3 juin 2017).
  - Zohar Manna, informaticien israélo-américain († 30 août 2018).
  - Léon Ritzen, footballeur belge († 12 janvier 2018).
- 18 janvier : Tsuyoshi Yamanaka, nageur japonais († 10 février 2017).
- 20 janvier : Jean-Pierre Kesteman, historien québécois († 26 octobre 2016).
- 21 janvier : 
  - Abdul Jalil, homme politique bangladais († 6 mars 2013).
  - Steve Paxton, chorégraphe américain  († 21 février 2024).
- 23 janvier : Sonny Chiba, acteur japonais († 19 août 2021).
- 24 janvier : Joseph Vilsmaier, directeur de la photographie, réalisateur, producteur et scénariste allemand († 11 février 2020).
- 25 janvier : Giorgio Gaber, chanteur, compositeur, acteur et dramaturge italien († 1er janvier 2003).
- 26 janvier : Brian Garfield, écrivain américain († 29 décembre 2018).
- 27 janvier : Dan Hanganu, architecte et professeur d'architecture canadien († 5 octobre 2017).
- 28 janvier : John M. Fabian, astronaute américain.
- 30 janvier :
  - Colwyn Philipps, homme politique britannique († 26 avril 2009).
  - Gilberto Rodríguez Orejuela, baron de la drogue en Colombie († 31 mai 2022).
  - János Zsombolyai, directeur de la photographie, réalisateur et scénariste hongrois († 4 janvier 2015).
- 31 janvier : Johnny Egan, joueur et entraîneur de basket-ball américain († 21 juillet 2022).

## Février
- 1er février :
  - Claude François, chanteur français († 11 mars 1978).
  - Joe Sample, pianiste de jazz américain († 12 septembre 2014).
  - Wally Funk, aviatrice et astronaute américaine et ambassadrice de bonne volonté américaine.
- 3 février :
  - Michael Cimino, réalisateur, scénariste, producteur et écrivain américain († 2 juillet 2016).
  - Jacqueline de Jong, peintre, sculptrice et graphiste néerlandaise († 29 juin 2024).
- 5 février : Rustam Ibragimbekov, scénariste, dramaturge et producteur soviétique, russe et azerbaïdjanais († 10 mars 2022).
- 7 février : François-Xavier Loizeau, évêque catholique français, évêque de Digne.
- 9 février : Red Lane, chanteur et auteur-compositeur-interprète de country américain († 1er juillet 2015).
- 10 février : Adrienne Clarkson, femme politique, gouverneur général du Canada.
- 11 février : D'Urville Martin, acteur et réalisateur américain († 28 mai 1984).
- 12 février : Ray Manzarek, claviériste du groupe The Doors († 20 mai 2013).
- 13 février :
  - Miguel Abensour, philosophe français († 22 avril 2017).
  - Beate Klarsfeld, ambassadrice franco-israélienne honoraire et envoyée spéciale d'une organisation internationale pour l'éducation, la science et la culture.
  - Andrew Peacock, homme politique australien († 16 avril 2021).
  - Valeri Rojdestvenski, cosmonaute soviétique († 31 août 2011).
  - Robert Charles Sproul, théologien et pasteur calviniste américain († 14 décembre 2017).
- 14 février :
  - Blowfly, auteur, compositeur, interprète et producteur américain († 17 janvier 2016).
  - Yves Boisset, cinéaste français.
- 15 février : Jean-Pierre Rioux, historien français († 6 décembre 2024).
- 16 février : Volker Spengler, acteur allemand († 8 février 2020).
- 18 février : Erhard Grzybek, historien de l’Antiquité allemand († 19 novembre 2016).
- 19 février : Jean-Yves Veillard, historien français († 25 mars 2020).
- 21 février : Luigi Mannelli, joueur de water-polo italien († 14 mars 2017).
- 22 février :
  - Alain Jacquet, peintre français († 4 septembre 2008).
  - Heinrich Pfeiffer, prêtre jésuite et historien de l'art allemand († 26 novembre 2021).
  - Paolo Salvati, peintre italien († 24 juin 2014).
- 23 février : Josef Feistmantl, lugeur autrichien († 10 mars 2019).
- 25 février : Yoo Hyeonjong, auteur sud-coréen de romans historiques.
- 26 février : Tana Kaleya, photographe et cinéaste polonaise et française († 9 décembre 2015).
- 27 février :
  - Kenzo Takada, styliste, fondateur de la marque Kenzo († 4 octobre 2020).
  - Kamel Lemoui, footballeur algérien († 3 janvier 2022).
  - Abbas Moayeri, peintre, miniaturiste et sculpteur franco-iranien († 24 octobre 2020).
  - Velimir Sombolac, footballeur international yougoslave († 22 mai 2016).
  - Yoshihiko Osaki, nageur japonais († 28 avril 2015).
- 28 février : 
  - Trịnh Công Sơn, compositeur de chansons et peintre vietnamien († 1er avril 2001).
  - Charles Gayle, musicien américain († 7 septembre 2023).

## Mars
- 1er mars :
  - Leo Brouwer, compositeur cubain.
  - Soso Lorho, homme politique indien († 19 avril 2018).
  - Tzvetan Todorov, critique littéraire, sémiologue, historien des idées et essayiste français d'origine bulgare († 7 février 2017).
- 2 mars : Aziz Maouhoub, acteur marocain († 3 mars 2019).
- 3 mars : 
  - Ariane Mnouchkine, metteuse en scène française, fondatrice du Théâtre du Soleil.
  - Ion Iliescu, homme d'État roumain († 5 août 2025).
- 5 mars : Chögyam Trungpa Rinpoché, maître du bouddhisme tibétain († 4 avril 1987).
- 8 mars :
  - Peter Nicholls, lexicographe et auteur australien († 6 mars 2018).
  - Paride Tumburus, footballeur italien († 23 octobre 2015).
- 9 mars :
  - Jean-Pierre Chevènement, homme politique français.
  - John Howard Davies, acteur et producteur britannique († 22 août 2011).
- 12 mars : Peter Hogg, avocat, écrivain et expert juridique canadien († 4 février 2020).
- 13 mars :
  - Ferre Grignard, chanteur belge († 8 août 1982).
  - Yoshinobu Ishii, joueur et entraîneur de football japonais († 26 avril 2018).
- 14 mars :
  - Bertrand Blier, réalisateur français.(† 20 janvier 2025)
  - William B. Lenoir, astronaute américain († 28 août 2010).
- 17 mars :
  - Corrado Farina, réalisateur et scénariste italien († 11 juillet 2016).
  - Bill Graham, homme politique canadien († 7 août 2022).
- 18 mars :
  - Joseph Boishu, évêque catholique français, évêque auxiliaire de Reims.
  - Archie Cooley, entraîneur américain de football américain universitaire († 18 avril 2024).
- 19 mars : Miguelín (Miguel Mateo Salcedo), matador espagnol († 21 juillet 2003).
- 20 mars :
  - Brian Mulroney, homme politique canadien († 29 février 2024).
  - Giorgio Rossano, footballeur italien († 13 février 2016).
- 21 mars : 
  - Kathleen Widdoes, actrice américaine.
  - Joseph Raz, philosophe israélien  travaillant sur les questions du droit, de la morale et de la politique († 2 mai 2022).
  - Marino Masè, acteur italien († 28 mai 2022).
- 22 mars : Jan Hugens, coureur cycliste néerlandais († 12 mars 2011).
- 26 mars :
  - Étienne Draber, acteur français († 11 janvier 2021).
  - Patrick Lane, poète et critique canadien († 7 mars 2019).
- 27 mars : Ladislas de Hoyos, journaliste français († 8 décembre 2011).
- 29 mars : Terence Hill, acteur italien.
- 30 mars : 
  - Wu Jianmin, diplomate chinois († 18 juin 2016).
  - Donald Adamson, historien et biographe britannique († 18 janvier 2024).
- 31 mars : Israël Horovitz, dramaturge, acteur et réalisateur américain († 9 novembre 2020).

## Avril
- 1er avril :
  - Arnoldo Granella, footballeur français († 23 février 2022).
  - Józef Grudzień, boxeur polonais  († 17 juin 2017).
- 2 avril :
  - Marvin Gaye, chanteur américain († 1er avril 1984).
  - Pertti Paasio, homme politique finlandais † 4 avril 2020).
- 3 avril : François de Roubaix, musicien français († 21 novembre 1975).
- 4 avril :
  - Bill Bridges, joueur de basket-ball américain († 25 septembre 2015).
  - Oscar Fulloné, joueur puis entraîneur de football argentin († 22 mai 2017).
  - Hugh Masekela, trompettiste, bugliste et cornettiste de jazz sud-africain († 23 janvier 2018).
- 5 avril :
  - Christian Goudineau, archéologue et historien français († 9 mai 2018).
  - David Winters, acteur, producteur de télévision et de cinéma, réalisateur, scénariste et chorégraphe britannique naturalisé américain († 23 avril 2019).
  - Leka Zogu, prétendant au trône d'Albanie († 30 novembre 2011).
- 6 avril : Jerry Krause, dirigeant de basket-ball américain († 21 mars 2017).
- 7 avril : 
  - Francis Ford Coppola, producteur, scénariste et réalisateur américain.
  - Alberto Ormaetxea, joueur et entraîneur de football espagnol († 27 octobre 2005).
  - Ilkka Olavi Suominen, homme politique finlandais († 23 mai 2022).
- 10 avril :
  - Rogério Duarte, dessinateur, musicien, écrivain et intellectuel brésilien († 14 avril 2016).
  - Penny Vincenzi, écrivaine britannique d'origine italienne († 25 février 2018).
- 12 avril :
  - Philippe Moureaux, historien et homme politique belge († 15 décembre 2018).
  - Johnny Raper, joueur de rugby à XIII australien († 9 février 2022).
- 13 avril : Paul Sorvino, acteur et cinéaste américain († 25 juillet 2022).
- 14 avril : Ian Binnie, juge de la cour suprême du Canada.
- 15 avril : Robert Joudoux, historien et homme de lettres français († 21 juin 2016).
- 16 avril :
  - Évelyne Prouvost, femme d'affaires et dirigeante de presse française († 19 juillet 2017).
  - Marcel Saint-Germain, humoriste canadien († 27 décembre 2007).
  - Dusty Springfield, chanteuse britannique († 2 mars 1999).
- 17 avril : John Stalker, officier de police britannique († 15 février 2019).
- 19 avril : Ali Khamenei, homme d’état iranien et président (1981-1989) puis guide de la Révolution de la république islamique d’Iran depuis 1989.
- 20 avril :
  - Dominique Bonnet, évêque catholique français.
  - Gro Harlem Brundtland, femme politique norvégienne.
  - Joe Camp, cinéaste américain († 15 mars 2024).
- 21 avril : John McCabe, compositeur et pianiste Royaume-Uni († 13 février 2015).
- 22 avril : 
  - Jean Diebold, homme politique français († 30 août 2007).
  - Juan Guzmán Tapia, avocat, juge, professeur de droit, défenseur des droits de l'homme et écrivain chilien († 22 janvier 2021).
- 23 avril :
  - David Birney, acteur américain († 27 avril 2022).
  - Alain Howiller, journaliste français († 7 août 2022).
  - Lee Majors, acteur et producteur américain.
  - Fritz Pott, footballeur allemand († 11 janvier 2015).
  - Dieter Puschel, coureur cycliste allemand († 22 janvier 1992).
  - Herman Joseph Sahadat Pandoyoputro, prélat indonésien, évêque du diocèse de Malang († 23 septembre 2016).
  - Patrick Williams, compositeur américain († 25 juillet 2018).
- 24 avril :
  - Daniel Hays, sénateur canadien.
  - Fergie McCormick, joueur de rugby à XV néo-zélandais († 10 avril 2018).
  - Ernst Zündel, éditeur néonazi allemand († 5 août 2017).
  - Gaston Ouassénan Koné, homme politique ivoirien († 8 août 2023).
- 25 avril : Tarcisio Burgnich, footballeur italien († 26 mai 2021).
- 27 avril :
  - Judy Carne, actrice anglaise († 3 septembre 2015).
  - Stanisław Dziwisz, cardinal polonais, archevêque de Cracovie.
  - Erik Pevernagie, peintre belge.
- 28 avril :
  - Burkhard Driest, acteur allemand († 27 février 2020).
  - Michiyo Yasuda, animatrice et coloriste japonaise († 5 octobre 2016).

## Mai
- 2 mai : Ernesto Castano, footballeur italien († 5 janvier 2023).
- 4 mai :
  - Michel Lucas, ingénieur et banquier français († 3 décembre 2018).
  - Amos Oz, poète, romancier et essayiste israélien († 28 décembre 2018).
- 7 mai :
  - José Antonio Abreu, pianiste, éducateur et économiste vénézuélien († 24 mars 2018).
  - Sidney Altman, biochimiste américain d'origine canadienne († 5 avril 2022).
  - Ruud Lubbers, homme d'État néerlandais († 14 février 2018).
  - André Renoux, peintre, graveur et lithographe français († 13 janvier 2002).
- 8 mai :
  - János Göröcs, joueur et entraîneur de football hongrois († 23 février 2020).
  - Jean Obeid, journaliste et femme politique libanaise († 8 février 2021).
- 9 mai :
  - Pierre Desproges, humoriste français († 18 avril 1988).
  - Ralph Boston, athlète américain († 30 avril 2023).
- 10 mai :
  - Walter Bal, directeur de la photographie d'origine néerlandaise († 3 avril 2015).
  - Irio De Paula, auteur-compositeur-interprète et guitariste brésilien naturalisé italien († 23 mai 2017).
- 11 mai : Ken Epp, homme politique canadien († 20 février 2022).
- 13 mai : Harvey Keitel, acteur américain.
- 14 mai : Bobby Darin, chanteur américain († 20 décembre 1973).
- 16 mai : Jean-Yves Cozan, homme politique français († 16 juin 2015).
- 17 mai : Manuel Agujetas, chanteur de flamenco gitan espagnol († 25 décembre 2015).
- 18 mai :
  - Giovanni Falcone, juge italien antimafia († 23 mai 1992).
  - Peter Grünberg, physicien allemand († 7 avril 2018).
  - Gordon O'Connor, homme politique et brigadier général canadien.
- 19 mai :
  - Francis R. Scobee, astronaute américain († 28 janvier 1986).
  - Sonny Fortune, saxophoniste de jazz américain († 25 octobre 2018).
  - Nancy Kwan, actrice américaine d'origine asiatique.
- 20 mai : Roman Kartsev, acteur de théâtre et de télévision soviétique puis russe († 2 octobre 2018).
- 21 mai : Gerhard Storch, paléontologue et zoologue allemand († 11 août 2017).
- 22 mai : Paul Winfield, acteur américain († 7 mars 2004).
- 23 mai : J.M.A. Biesheuvel, écrivain néerlandais († 30 juillet 2020).
- 25 mai : Francis Mer, industriel et homme politique français († 1er novembre 2023).
- 26 mai :
  - Duduh Durahman, acteur, écrivain et journaliste indonésien († 1er octobre 2014).
  - Merab Kostava, poète, musicien et musicologue géorgien († 13 octobre 1989).
  - Brunello Spinelli, joueur de water-polo italien († 6 février 2018).
  - Herb Trimpe, dessinateur et scénariste américain de comics († 13 avril 2015).
- 27 mai :
  - Charles Deblois, prêtre, journaliste et homme politique canadien († 18 février 2019).
  - Don Williams, auteur-compositeur-interprète américain († 8 septembre 2017).
- 28 mai : 
  - Dieter Erler, footballeur allemand de l'équipe d'Allemagne de l'est († 10 avril 1998).
  - Tom Thabane, homme d'État lésothien.
- 29 mai :
  - Howard Bingham, photographe américain († 15 décembre 2016).
  - Givi Chikvanaya, joueur de water-polo soviétique puis russe († 2 août 2018).
  - Al Unser, pilote automobile américain († 9 décembre 2021).
- 30 mai : André Montmorency, acteur et metteur en scène québécois († 5 juillet 2016).
- 31 mai :
  - Magnus, dessinateur de bande dessinée italien († 5 février 1996).
  - Andrew Ray, acteur anglais († 20 août 2003).
  - Joseph Rendjambe Issani, homme politique gabonais († 23 mai 1990).

## Juin
- 4 juin : Ottavio Cogliati, coureur cycliste italien († 10 avril 2008).
- 5 juin : Joe Clark, premier ministre du Canada.
- 7 juin :
  - Eri Klas, chef d'orchestre estonien († 26 février 2016).
  - Yuli Turovsky, violoncelliste, professeur de musique et chef d'orchestre soviétique et canadien († 15 janvier 2013).
  - Klaus Hirche, joueur et entraîneur de hockey sur glace allemand († 3 mai 2022).
- 8 juin :
  - Bernie Casey, acteur américain († 19 septembre 2017).
  - Rita Lafontaine, actrice québécoise († 4 avril 2016).
  - Bill Watrous, tromboniste de jazz américain († 3 juillet 2018).
- 9 juin : Serge Essaian, peintre, sculpteur et scénographe français d'origine russe († 22 janvier 2007).
- 10 juin : Jean-Claude Decagny, homme politique français († 8 mai 2018).
- 12 juin : Jean-Marie Doré, homme politique guinéen († 29 janvier 2016).
- 13 juin : 
  - Gildas Bourdais, peintre, écrivain et ufologue français.
  - Siegfried Fischbacher, magicien et dompteur germano-américain († 13 janvier 2021).
- 14 juin :
  - Peter Mayle, écrivain britannique († 18 janvier 2018).
  - Jope Seniloli, joueur de rugby à XV puis homme politique fidjien († 28 juin 2015).
  - Antônio Salvador Sucar, joueur de basket-ball argentin naturalisé brésilien († 31 décembre 2018).
  - Steny Hoyer, homme politique américain.
- 15 juin :
  - Lol Mahamat Choua, homme politique tchadien († 15 septembre 2019).
  - Véronique Nordey, actrice française († 29 novembre 2017).
- 17 juin :
  - Hidipo Hamutenya, homme politique namibien († 6 octobre 2016).
  - Krzysztof Zanussi, metteur en scène et réalisateur polonais.
  - Norma Cappagli, Mannequin argentine († 22 décembre 2020).
- 18 juin : 
  - Amanda Lear, chanteuse, actrice, présentatrice et peintre française.
  - Lou Brock, joueur de baseball américain († 6 septembre 2020).
  - Jean-Claude Germain, écrivain et historien québécois († 24 avril 2025).
- 19 juin : John F. MacArthur, pasteur chrétien évangélique non confessionnel américain († 14 juillet 2025).
- 21 juin :
  - Rubén Berríos, homme politique portoricain.
  - Ken Catchpole, joueur de rugby à XV australien († 21 décembre 2017).
- 22 juin :
  - Paul Lannoye, homme politique belge († 4 décembre 2021).
  - Don Matthews, entraîneur-chef dans la Ligue canadienne de football († 14 juin 2017).
- 24 juin :
  - Annette Andre, actrice australienne.
  - Michael Gothard, acteur britannique († 2 décembre 1992).
  - Brigitte Fontaine, chanteuse, comédienne, dramaturge, romancière et poétesse française.
- 26 juin : Osvaldo Hurtado, homme d'État équatorien, président de la République de l'Équateur.
- 28 juin : 
  - Geoffrey Raisman, neurologue britannique († 27 janvier 2017).
  - Jean-Pierre Klein, psychiatre français.
- 29 juin : Sante Gaiardoni, cycliste italien († 30 novembre 2023).

## Juillet
- 1er juillet : Jean-Louis Maunoury, auteur français.
- 2 juillet : Bruno Amoussou, homme politique béninois.
- 4 juillet : Abdelmajid Chetali, joueur et entraîneur de football tunisien.
- 7 juillet : Elena Obraztsova, mezzo-soprano soviétique († 12 janvier 2015).
- 8 juillet :
  - Anatoli Grishin, kayakiste soviétique († 14 juin 2016).
  - Nando Yosu, joueur et entraîneur de football espagnol († 20 février 2016).
- 9 juillet : Ihor Kalynets, poète ukrainien, et dissident soviétique († 28 juin 2025).
- 10 juillet :
  - Maria Isabel Barreno, femme de lettres portugaise († 3 septembre 2016).
  - Jacques Mahéas, homme politique français († 20 août 2022).
- 11 juillet : Georges Philippot, général de gendarmerie français († 9 février 2022).
- 14 juillet :
  - Karel Gott, chanteur tchèque († 1er octobre 2019).
  - Oʻtkir Sultonov, homme d'État ouzbek († 29 novembre 2015).
  - Vince Taylor, chanteur de rock britannique († 27 août 1991).
- 15 juillet :
  - Chris Barnard, écrivain sud-africain († 28 décembre 2015).
  - Jonathan Brown, hispaniste américain († 18 janvier 2022).
- 16 juillet :
  - Alain Didier-Weill, psychiatre et psychanalyste français († 17 novembre 2018).
  - Corin Redgrave, acteur et militant politique britannique († 6 avril 2010).
  - Ryozo Suzuki, footballeur japonais.
  - Ruth Perry, femme d'État libérienne († 8 janvier 2017).
  - Lido Vieri, gardien de football italien.
- 17 juillet : 
  - Ali Khamenei, ayatollah, Guide de la Révolution de la République islamique d'Iran.
  - Milva, chanteuse italienne († 23 avril 2021).
- 18 juillet :
  - Brian Auger, chanteur britannique.
  - Dion DiMucci, chanteur américain.
  - Edward Gramlich, économiste américain († 5 septembre 2007).
  - Eduard Mudrik, footballeur soviétique puis russe († 27 mars 2017).
  - Peter Mutharika, homme politique malawite, président de la République du Malawi.
  - Murad Yaguizarov, acteur azerbaïdjanais.
- 20 juillet : Joël Kermarrec, peintre français († 24 juin 2022).
- 21 juillet : Kim Fowley, auteur-compositeur-interprète, producteur et impresario américain († 15 janvier 2015).
- 24 juillet : Daniel Viglietti, chanteur, compositeur et guitariste uruguayen († 30 octobre 2017).
- 25 juillet : Catherine Callbeck, première ministre de l'Île-du-Prince-Édouard.
- 28 juillet :
  - Charles Cyphers, acteur américain († 4 août 2024).
  - Gösta Ekman, acteur et réalisateur suédois († 1er avril 2017).
- 29 juillet :
  - Pierre Cangioni, journaliste français.
  - Terele Pávez, actrice espagnole († 11 août 2017).
- 30 juillet : 
  - Jean Miot, journaliste et directeur de presse français († 18 avril 2017).
  - Peter Bogdanovich, cinéaste américain († 6 janvier 2022).
- 31 juillet : Ignacio Zoco, footballeur espagnol († 28 septembre 2015).

## Août

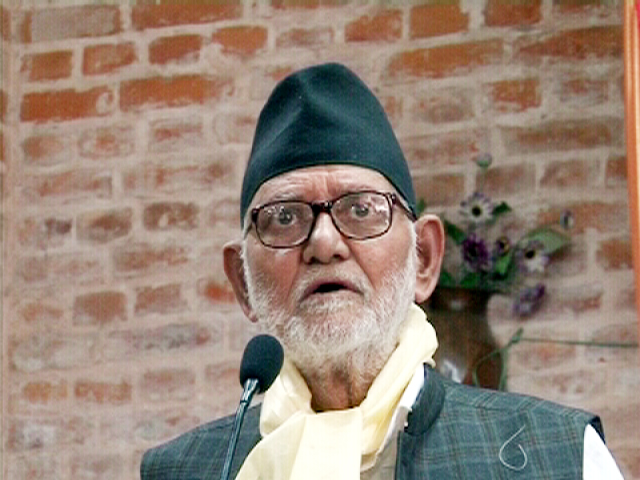
Sushil Koirala, premier ministre népalais en 2014.

- 1er août : Robert James Waller, écrivain, photographe et musicien américain († 10 mars 2017).
- 2 août :
  - Benjamin Barber, politologue et écrivain américain († 24 avril 2017).
  - Wes Craven, réalisateur, scénariste, producteur, acteur et monteur de cinéma américain († 30 août 2015).
  - François Fortassin, homme politique français († 15 mai 2017).
  - Talip Özkan, musicien, joueur de saz et de tanbur turc († 27 mai 2010).
- 4 août : Ameen Faheem, homme politique pakistanais († 21 novembre 2015).
- 5 août : Bob Clark, réalisateur, scénariste, producteur et acteur américain († 4 avril 2007).
- 8 aout : Chakib Khelil, homme politique algérien.
- 9 août : Romano Prodi, économiste et homme politique italien.
- 10 août : 
  - Héctor Console,   contrebassiste argentin.
  - Marie Versini, actrice française († 22 novembre 2021).
- 11 août :
  - Ionas Chepulis, boxeur soviétique († 28 mai 2015).
  - James Mancham, homme politique seychellois († 8 janvier 2017).
- 12 août :
  - Sushil Koirala, homme d'État népalais († 9 février 2016).
  - Roy Romanow, premier ministre de la Saskatchewan.
- 13 août : Djamila Amrane-Minne, écrivaine, poétesse, militante et professeure des universités franco-algérienne († 11 février 2017).
- 14 août :
  - Jacques Baudin, avocat et homme politique sénégalais († 25 novembre 2018).
  - Carlos Alberto Silva, entraîneur de football brésilien († 20 janvier 2017).
- 16 août : 
  - Sean Baptist Brady, cardinal irlandais, archevêque d'Armagh.
  - Valeri Rioumine, cosmonaute russe († 6 juin 2022).
  - Billy Joe Shaver, chanteur américain († 28 octobre 2020).
  - Carole Shelley, actrice britannique († 31 août 2018).
  - Eric Weissberg, banjoïste américain († 22 mars 2020).
- 17 août :
  - Luther Allison, guitariste et chanteur américain de blues († 12 août 1997).
  - Françoise Bonnot, monteuse française († 9 juin 2018).
  - Ronald Maki, joueur de hockey sur glace canadien († 24 août 2015).
- 19 août :
  - Alan Baker, mathématicien britannique († 4 février 2018).
  - Anna Lena Lindberg, historienne de l'art suédoise.
  - Yves Piétrasanta, homme politique français († 28 mai 2022).
- 21 août : Patrice Laffont, animateur de télévision, comédien et écrivain français († 7 août 2024).
- 24 août : Dora Emilia Mora de Retana, botaniste costaricienne († 12 juillet 2001).
- 25 août : Chris Dickerson, culturiste américain († 23 décembre 2021).
- 26 août : Bill White, joueur de hockey sur glace canadien († 21 mai 2017).
- 28 août : Branko Kostić, homme politique monténégrin († 20 août 2020).
- 29 août : Joel Schumacher, réalisateur, scénariste, producteur, costumier et acteur américain († 22 juin 2020).
- 30 août :
  - Ulla Lindkvist, athlète suédoise spécialiste de la course d'orientation († 6 août 2015).
  - Elizabeth Ashley, actrice américaine.
  - François Maupu, évêque catholique français, évêque de Verdun.

## Septembre
- 1er septembre : Philippe Marchand, homme politique français († 10 janvier 2018).
- 2 septembre :
  - Ted Dumitru, joueur et entraîneur de football roumain († 26 mai 2016).
  - Jack Lang, homme politique français.
  - Henry Mintzberg, universitaire canadien en sciences de gestion.
- 3 septembre : Christian Barbier, animateur de radio français († 4 août 2022).
- 4 septembre : Irwin Gage, pianiste américain († 12 avril 2018).
- 5 septembre :
  - Clay Regazzoni, pilote automobile suisse († 15 décembre 2006).
  - George Lazenby, acteur et mannequin australien.
  - Getulio Alviani, peintre italien († 24 février 2018).
  - William Devane, acteur américain.
- 6 septembre : Vincent La Soudière, poète français († 6 mai 1993).
- 7 septembre : S. David Griggs, astronaute américain († 17 juin 1989).
- 8 septembre : DeVeren Bookwalter, acteur et réalisateur américain († 23 juillet 1987).
- 9 septembre : 
  - Marcel Le Borgne, footballeur français († 6 décembre 2007).
  - Jiří Načeradský, peintre et graphiste tchécoslovaque puis tchèque († 16 avril 2014).
  - Stanislav Petrov, militaire soviétique puis russe († 19 mai 2017).
  - Reuven Rivlin, homme d'État israélien et Président de l'État d'Israël de 2014 à 2021.
  - Mario Trebbi, footballeur italien († 14 août 2018).
- 10 septembre :
  - Élisabeth Chojnacka, claveciniste polonaise († 28 mai 2017).
  - Pierre Encrevé, linguiste français († 13 février 2019).
  - Cynthia Powell, première femme de John Lennon († 1er avril 2015).
- 11 septembre : Charles Geschke, informaticien américain († 16 avril 2021).
- 13 septembre : Karol Baron, peintre surréaliste slovaque († 29 février 2004).
- 14 septembre :
  - Ramón Ivanoes Barreto Ruiz, arbitre de football uruguayen († 4 avril 2015).
  - Renato Scarpa, acteur italien († 30 décembre 2021).
- 15 septembre : Ron Walker, homme d'affaires et homme politique australien († 30 janvier 2018).
- 16 septembre : 
  - Yaakov Neeman, avocat et homme politique israélien († 1er janvier 2017).
  - Breyten Breytenbach, peintre et écrivain sud-africain et français († 24 novembre 2024).
- 17 septembre : Mariano Díaz, coureur cycliste espagnol († 5 avril 2014).
- 18 septembre : Frankie Avalon, chanteur américain.
- 19 septembre : Willy Derboven, coureur cycliste belge († 22 novembre 1996).
- 21 septembre :
  - Abdallah Azhar, footballeur marocain († 13 décembre 2015).
  - Vladimír Weiss, footballeur tchécoslovaque puis slovaque († 23 avril 2018).
- 22 septembre : 
  - Alla Sizova, danseuse de ballet russe († 23 novembre 2014).
  - Junko Tabei, alpiniste japonaise († 20 octobre 2016).
- 23 septembre : Joan Hanham, pair à vie britannique.
- 25 septembre : 
  - Leon Brittan, homme politique britannique († 21 janvier 2015).
  - Gianfranco Leoncini, joueur international de football italien († 5 avril 2019).
  - Arthur Tchilingarov, personnalité politique russe († 1er juin 2024).
- 26 septembre :
  - Michael Blodgett, acteur, scénariste et romancier américain († 14 novembre 2007).
  - Michel Doublet, homme politique français († 18 août 2022).
  - Annick Gendron, peintre française († 22 octobre 2008).
  - Vittorio Sermonti, écrivain italien († 23 novembre 2016).
- 27 septembre :
  - Renate Schroeter, actrice allemande († 3 avril 2017).
  - Mustapha Tounsi, haut-fonctionnaire et écrivain algérien († 23 juillet 2018).
- 28 septembre : Rrok Mirdita, prélat catholique, primat d'Albanie († 7 décembre 2015).
- 29 septembre :
  - Rhodri Morgan, homme d'État gallois († 17 mai 2017).
  - Art Williams, joueur de basket-ball américain († 27 septembre 2018).
- 30 septembre :
  - Len Cariou, acteur canadien.
  - Chinu Modi, poète indien de langue gujarati, aussi romancier, nouvelliste et critique († 19 mars 2017).

## Octobre
- 1er octobre :
  - George Robert Carruthers, physicien américain († 26 décembre 2020).
  - Mihály Mészáros, acteur et acrobate américain d'origine hongroise († 13 juin 2016).
- 2 octobre :
  - Yuri Glazkov, cosmonaute soviétique († 9 décembre 2008).
  - Yoshisada Sakaguchi, acteur et doubleur japonais († 13 février 2020).
- 3 octobre :
  - Avoine (Paul Audin), dessinateur et scénariste d'humour français († 29 décembre 2017).
  - Claude Morini, peintre et graveur français († 22 mai 1982).
- 5 octobre :
  - Marie-Claire Blais, écrivain québécois († 30 novembre 2021).
  - Marie Laforêt, actrice et chanteuse franco-suisse († 2 novembre 2019).
  - Fraser Martin, juge de la Cour supérieure du Québec († 26 novembre 2016).
  - A. R. Penck, peintre et sculpteur allemand († 2 mai 2017).
  - Belton Richard, accordéoniste, compositeur et chanteur américain († 21 juin 2017).
  - Carmen Salinas, actrice mexicaine († 9 décembre 2021).
- 7 octobre :
  - Harold Kroto, chimiste britannique († 30 avril 2016).
  - Yvon Le Corre, peintre et navigateur français († 25 août 2020).
  - Laurent Monsengwo Pasinya, cardinal congolais († 11 juillet 2021).
  - Jacques Oudin, homme politique français († 21 mars 2020).
- 8 octobre :
  - Jean-Claude Gaudin, homme politique français († 20 mai 2024).
  - Krijn Giezen, peintre néerlandais († 30 janvier 2011).
  - Paul Hogan, acteur, producteur et scénariste australien.
  - Jean Leber, violoniste, chef d'orchestre et pédagogue français († 18 mars 2020).
  - Joyce McLaughlin, mathématicienne américaine († 23 octobre 2017).
  - Lynne Stewart, avocate et militante politique américaine († 7 mars 2017).
- 9 octobre : John Pilger, journaliste australien († 30 décembre 2023).
- 10 octobre :
  - Samir Azar, homme politique libanais († 8 juin 2017).
  - Aïda Imanguliyeva, orientaliste, critique littéraire et traductrice azérie († 19 septembre 1992).
- 11 octobre :
  - Maria Bueno, joueuse de tennis brésilienne  († 8 juin 2018).
  - Zenon Grocholewski, cardinal polonais († 17 juillet 2020).
- 12 octobre :
  - Clément Rosset, philosophe français († 27 mars 2018).
  - Carolee Schneemann, plasticienne américaine († 6 mars 2019).
- 13 octobre :
  - Melinda Dillon, actrice américaine († 9 janvier 2023).
  - Ralph Lauren, styliste américain.
- 14 octobre : Jacques Delval, écrivain français († 4 novembre 2015).
- 15 octobre :
  - Djamel El Okbi, footballeur algérien († 15 décembre 1994).
  - Telesphore Placidus Toppo, cardinal indien, archevêque de Ranchi († 4 octobre 2023).
  - André Tranchemontagne, homme politique canadien († 28 novembre 2016).
- 16 octobre :
  - Kaj Chydenius, compositeur finlandais († 20 avril 2024).
  - Daniel Honoré, écrivain français († 18 octobre 2018).
- 18 octobre :
  - Flavio Cotti, homme politique suisse († 16 décembre 2020).
  - Martin Fido,  professeur universitaire, écrivain et animateur de radio britannique († 2 avril 2019).
  - António Mendes, footballeur portugais († 27 février 2019).
- 19 octobre : Masabumi Kikuchi, pianiste et compositeur de jazz japonais († 6 juillet 2015).
- 20 octobre : 
  - Daniel Prévost, acteur français.
  - Rosemarie Köhn, évêque luthérienne norvégienne († 30 octobre 2022).
- 22 octobre : Joaquim Chissano, homme politique mozambicain.
- 23 octobre : Stanley Anderson, acteur américain († 24 juin 2018).
- 24 octobre :
  - Moumin Bahdon Farah, homme politique djiboutien († 1er septembre 2009).
  - Mirjana Stefanović, écrivaine serbe († 10 août 2021).
- 25 octobre :
  - Valerio Baldini, homme politique italien († 14 janvier 2012).
  - Robert Cogoi, auteur-compositeur-interprète belge († 14 mai 2022).
  - Robin Spry, producteur, réalisateur et scénariste canadien († 28 mars 2005).
- 26 octobre :
  - Gelek Rimpoché, lama de l'école gelugpa du bouddhisme tibétain († 15 février 2017).
  - Karel Schoeman, écrivain sud-africain († 2 mai 2017).
- 27 octobre :
  - John Cleese, acteur britannique, ancien membre des Monty Python.
  - Marino Perani, footballeur international italien († 18 octobre 2017).
- 28 octobre : Giulio Angioni, anthropologue et écrivain italien († 12 janvier 2017).
- 30 octobre : Helle Stangerup, romancière danoise († 29 mars 2015).
- 31 octobre :
  - Michel Mouïsse, évêque catholique français, évêque de Périgueux.
  - Ali Farka Touré, musicien et chanteur malien († 7 mars 2006).
- ? octobre, Eduardo Luis Duhalde, avocat, magistrat, historien et journaliste argentin († 3 avril 2012).

## Novembre
- 1er novembre : Bernard Kouchner, homme politique français et médecin cofondateur de Médecins sans frontières et de Médecins du monde.
- 3 novembre : Matthias Fuchs, acteur allemand († 31 décembre 2001).
- 4 novembre : Moustapha Niasse, homme politique sénégalais.
- 6 novembre : Dewey Johnson, trompettiste de jazz américain († 26 juin 2018).
- 8 novembre :
  - Henning Christophersen, homme politique danois († 31 décembre 2016).
  - Pino Daeni, illustrateur et peintre italo-américain († 25 mai 2010).
- 11 novembre : Michel Sales, prêtre jésuite, philosophe et théologien français († 27 avril 2016).
- 12 novembre :
  - Kóstas Papakóstas, militaire et homme politique chypriote († 21 septembre 2015).
  - Lucia Popp, soprano slovaque († 16 novembre 1993)
- 13 novembre : Idris Muhammad, batteur de jazz américain († 29 juillet 2014).
- 14 novembre : Pierre Imhasly, écrivain, poète et traducteur suisse († 17 juin 2017).
- 15 novembre :
  - Marja Habraken, actrice néerlandaise(† 7 avril 1989).
  - Yaphet Kotto, acteur américain († 15 mars 2021).
- 18 novembre : 
  - Henri Brincard, évêque catholique français († 14 novembre 2014).
  - Margaret Atwood, romancière, poétesse et critique littéraire canadienne.
- 19 novembre : Marcel Béliveau, animateur de télévision († 28 mai 2009).
- 20 novembre :
  - Copi, dessinateur de bande dessinée, auteur dramatique et écrivain argentine († 14 décembre 1987).
  - Jan Szczepański, boxeur polonais († 15 janvier 2017).
- 22 novembre :
  - Allen Garfield, acteur américain († 7 avril 2020).
  - Baby Huwae, actrice indonésienne († 5 juin 1989).
  - Pierre Kalala Mukendi, joueur et entraîneur de football zaïrois († 30 juin 2015).
- 23 novembre : 
  - Maurice de Germiny, évêque catholique français, évêque de Blois.
  - Jean Pépin, homme politique français († 3 mai 2015).
- 24 novembre : György Schöpflin, homme politique hongrois († 19 novembre 2021).
- 25 novembre :
  - Romdhan Chatta, acteur et homme de théâtre tunisien († 9 août 2017).
  - Arundhati Ghose, diplomate indienne († 25 juillet 2016).
- 26 novembre : 
  - Tina Turner, chanteuse d'origine américaine, naturalisée suisse (24 mai 2023).
  - Mark Margolis, acteur américain († 3 août 2023).
- 27 novembre : 
  - Laurent-Désiré Kabila, homme d'État congolais († 16 janvier 2001).
  - Héctor Salvá, footballeur uruguayen († 20 novembre 2015).
  - David Saul, homme politique bermudien († 15 mai 2017).
  - Dudley Storey, rameur néo-zélandais († 6 mars 2017).
- 29 novembre : Joel Whitburn, auteur, historien de la musique et collectionneur américain († 14 juin 2022).
- 30 novembre :
  - Chandra Bahadur Dangi, népalais reconnu depuis février 2012 comme l'être humain adulte le plus petit du monde et de l'histoire par le Livre Guinness des records († 4 septembre 2015).
  - Louis LeBel, juge de la Cour suprême du Canada († 8 juin 2023).
  - Walter Weller, violoniste et chef d'orchestre autrichien († 14 juin 2015).
- ? novembre : Uche Chukwumerije, homme politique nigérian († 19 avril 2015).

## Décembre
- 2 décembre :
  - Francis Fox, avocat, homme politique et sénateur fédéral du Québec.
  - Alain Senderens, chef cuisinier français († 25 juin 2017).
- 3 décembre : Don Calfa, acteur américain († 1er décembre 2016).
- 4 décembre :
  - Stephen Bosworth, universitaire et diplomate américain († 3 janvier 2016).
  - Sheikh Fazlul Haque Mani, homme politique bangladais († 15 août 1975).
  - Étienne Mourrut, homme politique français († 19 octobre 2014).
- 5 décembre :
  - Ricardo Bofill, architecte et urbaniste espagnol († 14 janvier 2022).
  - Reino Paasilinna, homme politique finlandais († 21 juillet 2022).
- 6 décembre : Charles Tamboueon, joueur et entraîneur de football français († 11 mars 2013).
- 7 décembre : Bako Touré, footballeur malien († 28 avril 2001).
- 8 décembre : Dariush Mehrjui, cinéaste iranien († 14 octobre 2023).
- 10 décembre : Pierre Darbos, joueur de rugby à XV français († 18 novembre 2017).
- 11 décembre : Bevo Nordmann, joueur et entraîneur de basket-ball américain († 24 août 2015).
- 12 décembre :
  - Armando Miranda, footballeur brésilien († 7 avril 1980).
  - Hugo Santiago, réalisateur argentin († 27 février 2018).
  - Ingo von Bredow, skipper allemand († 4 novembre 2015).
  - Laurent Dona Fologo, homme politique ivoirien († 5 février 2021).
- 14 décembre :
  - Josef Abrhám, acteur tchécoslovaque puis tchèque († 16 mai 2022).
  - Jay Dickey, homme politique américain († 20 avril 2017).
  - Frank St. Marseille, joueur de hockey sur glace canadien.
  - Ivan Vutsov, footballeur et entraîneur de football bulgare († 18 janvier 2019).
- 15 décembre : 
  - Claude Aubin, pilote automobile et promoteur canadien de stock-car († 6 août 2022).
  - Umaru Mutallab, homme d'affaires nigérian.
- 16 décembre : Bernard Baudet, footballeur français († 30 mars 2017).
- 17 décembre : 
  - Joseph Roduit, 94e Père Abbé (abbé mitré nullius dioecesis), de l'abbaye territoriale de Saint-Maurice d'Agaune en Suisse († 17 décembre 2015).
  - Richard Ng, acteur britannique originaire de Hong Kong († 9 avril 2023).
  - Willy Taminiaux,  homme politique belge († 22 décembre 2018).
- 19 décembre : Yves Coquelle, homme politique français († 7 avril 2015).
- 20 décembre : Bill Keith, banjoïste et joueur de pedal steel guitar américain († 23 octobre 2015).
- 21 décembre : 
  - Victor Van Schil, coureur cycliste belge († 30 septembre 2009).
  - Lloyd Axworthy, homme politique canadien.
  - Carlos do Carmo, chanteur de fado portugais († 1er janvier 2021).
- 22 décembre : Valentin Afonine, joueur et entraîneur de football soviétique puis russe († 1er avril 2021).
- 24 décembre : Dominique Jameux, musicologue, producteur de radio et écrivain français († 2 juillet 2015).
- 25 décembre : Royce D. Applegate, acteur américain († 1er janvier 2003).
- 26 décembre :
  - Giacomo Fornoni, coureur cycliste italien († 26 septembre 2016).
  - Eduard Kukan, homme politique tchécoslovaque puis slovaque († 10 février 2022).
  - Phil Spector, auteur-compositeur américain († 16 janvier 2021).
- 27 décembre : John Amos, acteur américain († 21 août 2024).
- 28 décembre : Rizia Rahman, romancière bangladaise († 16 août 2019).

## Date précise inconnue
- Hamid Bahij, footballeur international marocain († 16 février 2019).
- Fatima Bernawi, militante palestinienne († 3 novembre 2022).
- Joe Burke, musicien irlandais († 20 février 2021).
- Dick Carter, joueur de squash australien († 7 août 2022).
- Mame Younousse Dieng, femme de lettres sénégalaise († 1er avril 2016).
- Fayçal Elkhatib, homme politique marocain
- Djalâlouddine Haqqani, homme politique et chef militaire afghan († 3 septembre 2018).
- Miloud Labied, peintre marocain († 9 octobre 2008).
- Madior Diouf, homme politique sénégalais († 23 janvier 2025).
- Matar Muhammad, joueur de buzuq Libanais († 7 décembre 1995).
- Ljiljana Petrović, chanteuse yougoslave puis serbe († 4 février 2020).
- Chandra Ranaraja, femme politique srilankaise († 2 mars 2016).
- Georges Tarabichi, penseur, critique littéraire et traducteur syrien († 16 mars 2016).